# Astrologija partnerstva
Astrologija partnerstva ali sinastrija je veja astrologije, ki se ukvarja s primerjavo dveh ali več horoskopov. Domnevne medsebojne usklajenosti energij interpretira za področje ljubezenskega odnosa, poslovnega osnosa, odnosa starš / otrok, prijateljskega odnosa ali katerega drugačnega odnosa.
Medsebojen odnos planetov in hiše iz enega horoskopa s planeti in hišami drugega horoskopa po prepričanju astrologov kaže na kompatibilnost oziroma nekompatibilnost medsebojnega odnosa.